# Blastothrix aprica
Blastothrix aprica är en stekelart som beskrevs av Sugonjaev 1964. Blastothrix aprica ingår i släktet Blastothrix och familjen sköldlussteklar.
Artens utbredningsområde är:
- Armenien.
- Azerbajdzjan.

Inga underarter finns listade.